# Бражник Володимир Анатолійович
Володи́мир Анато́лійович Бра́жник (нар. 7 липня 1978, с. Торське Краснолиманського району — 29 серпня 2014) — солдат Збройних сил України, учасник російсько-української війни.

## Короткий життєпис
Народився 1978 року в селі Торське (також вказується місто Красний Лиман; Донецька область). Закінчив Лиманську ЗОШ № 4, Донецький національний університет — обліково-фінансовий факультет. Жив у місті Донецьк, працював у Державній податковій службі аудитором. 2009 року познайомився з майбутньою дружиною Інною, 2010-го народився син Ілля.
2010 року пішов з Державної податкової служби, відкрив свою фірму «Аеротранс» — бронювання і продаж авіаквитків корпоративним клієнтам.
Після того, як Донецький аеропорт був захоплений російськими терористами, бізнес Володимир втратив. До середини липня возив на передову в Слов'янськ і Красний Лиман українським військовослужбовцям гуманітарну допомогу.
Після визволення рідного міста вирішив піти на фронт, проте через військкомат цього зробити не вдалося; 14 серпня поїхав з дому і разом з Темуром Юлдашевим долучився до групи спецпризначення «Крим» та інших підрозділів ЗСУ, які тримали оборону висоти Савур-Могила. Стрілець, 42-й окремий мотопіхотний батальйон «Рух Опору».
У ніч проти 25 серпня оборонці Савур-Могили вийшли з оточення до села Многопілля, де Володимир приєднався до підрозділів у секторі «Б».
Загинув під час виходу колони з «Іловайського котла», на дорозі з села Многопілля до Червоносільського. Упізнаний за експертизою ДНК серед похованих під Дніпропетровськом невідомих Героїв.
26 травня 2015 року воїна поховали у визволеному від російських терористів Красному Лимані.
По смерті залишилися батьки, брат, сестра Галина, дружина, син.

## Нагороди та вшанування
За особисту мужність і героїзм, виявлені у захисті державного суверенітету та територіальної цілісності України, вірність військовій присязі під час російсько-української війни, відзначений — нагороджений
- 3 лютого 2017 року — орденом «За мужність» III ступеня (посмертно)[1]
- відзнака Президента України «За участь в антитерористичній операції» (посмертно)
- 14 жовтня 2015-го у місті Красний Лиман відкрито обеліск на честь земляків, які загинули у районі бойових дій, де зазначено й Володимира Бражника.
- в червні 2016 року у Лиманській ЗОШ № 4 відкрито меморіальну дошку випускникові Володимиру Бражнику.
- Його портрет розміщений на меморіалі «Стіна пам'яті полеглих за Україну» в Києві: секція 3, ряд 1, місце 31
- Вшановується 29 серпня на щоденному ранковому церемоніалі вшанування українських захисників, які загинули цього дня в різні роки внаслідок російської збройної агресії[2]
- Іловайський Хрест (посмертно)
- у місті Лиман колишній проспект Гагаріна носить назву проспект ім. Володимира Бражника.[3]